# Sondre Lerche

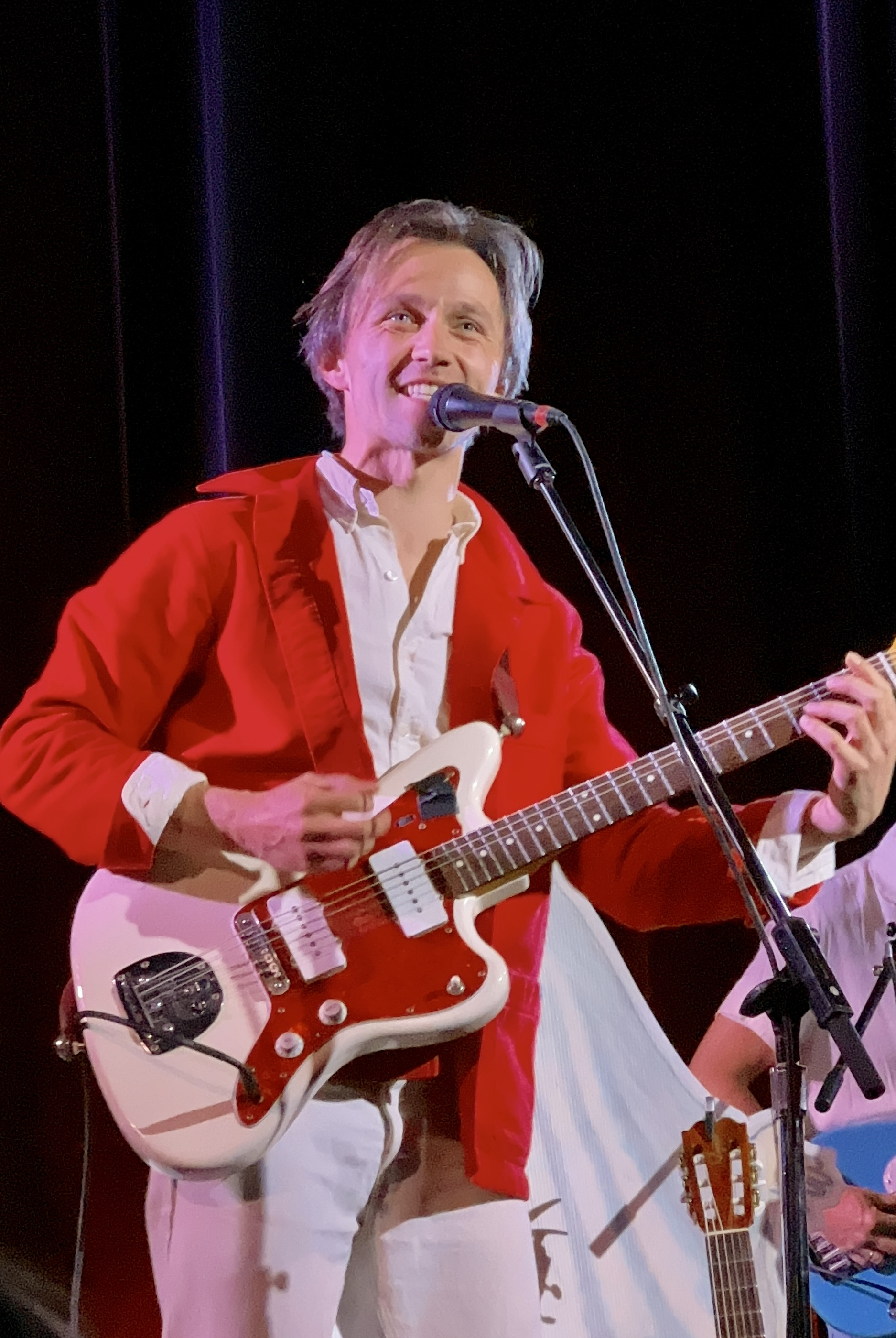
Sondre Lerche, 2022

Sondre Lerche (* 5. September 1982 in Bergen) ist ein norwegischer Sänger, Gitarrist und Songwriter. 2002 erhielt Lerche den Spellemannprisen, den bedeutendsten Musikpreis Norwegens, als bester neuer Künstler. Das Rolling Stone Magazine zählte das Album Faces Down zu den 50 besten Platten des Jahres 2002.

## Leben
Mit 13 Jahren schrieb Sondre Lerche seine ersten Lieder, mit denen er in einem Club, in dem seine Schwester arbeitete, auftrat. Dort lernte er auch den Produzenten H. P. Gundersen kennen, der ihm Grundkenntnisse im Komponieren vermittelte. Während seiner Studienzeit orientierte er sich an Idolen wie a-ha und nahm seine ersten EPs, You Know so Well (2000) und No One's Gonna Come (2001), auf. Auch das erste Album "Faces Down", das auch in den USA veröffentlicht wird, entsteht in dieser Zeit. Bis zur Produktion seines zweiten Albums Two Way Monologue, mit der er 2003 begann, ging er mit seiner Begleitband The Faces Down in Norwegen, Kanada und den Vereinigten Staaten auf Tour. Mit dem Album war er nicht nur in seiner Heimat erfolgreich, auch in den USA konnte er sich in den Independent Charts platzieren.
2006 erschien sein drittes Album Duper Sessions, das wie die beiden Vorgänger auch in Deutschland veröffentlicht wurde, aber ebenso wie Phantom Punch im Jahr darauf hinter den ersten Erfolgen zurückblieb. Erst Heartbeat Radio konnte 2009 zumindest in den USA wieder größere Aufmerksamkeit auf sich ziehen und kam sogar in die offiziellen Albumcharts. Daran knüpfte auch Sondre Lerches sechstes Studioalbum an, das seinen Namen als Titel trug. Nach einer Auszeit kam im Herbst 2014 sein siebtes Studioalbum Please. Das Plattencover verarbeitet ein Gemälde des norwegischen Künstlers Lars Elling. Inhaltlich ist auf den neuen Liedern viel von Beziehungen und Trennung die Rede. Auf seiner Europatournee zum Album-Release wird er von einem Bassgitarristen und einem Schlagzeuger begleitet.
Sondre Lerche lebt seit 2007 in New York. Er war seit 2005 verheiratet mit der norwegischen Regisseurin Mona Fastvold; die Ehe wurde 2013 geschieden.

## Diskografie

### Alben
- Faces Down (2002)
- Two Way Monologue (2004)
- Duper Sessions (2006)
- Phantom Punch (2007)
- Heartbeat Radio (2009)
- Sondre Lerche (2011)
- Bootlegs (2012) (Livealbum)
- Please (2014)
- Pleasure (2017)
- Patience (2020)
- Avatars of Love (2022)

### EPs
- You Know So Well EP, 2001 (Norwegen)
- No One’s Gonna Come EP, 2001 (Norwegen)
- Sleep on Needles EP, 2001 (Norwegen, 2002 Frankreich, Spanien und UK)
- Dead Passengers EP, 2002 (UK)
- Don’t Be Shallow EP, 2003 (US)
- Two Way Monologue EP, 2005 (UK)

## Filmografie
- 2007: Dan – Mitten im Leben! (Dan in real Life)